# Konfederacija gorskih naroda Kavkaza
Konfederacija gorskih naroda Kavkaza (rus. Конфедерация горских народов Кавказа, KGNK) je bio savez, odnosno krovna organizacija kavkaskih nacionalističkih organizacija i njihovih vojnih formacija koji je djelovao na području Sjevernog Kavkaza, odnosno dijelovima današnje Rusije i Gruzije pred raspad SSSR-a i u prvim godinama postsovjetskog razdoblja. 

## Povijest
Osnovan je u kolovozu 1989. u vrijeme doba Glasnosti u Suhumiju u tadašnjoj Abhaziji koja je tada bila u sastavu sovjetske Gruzije. Kada je u studenom 1990. proces dezintegracije SSSR već uznapredovao, na drugom Kongresu održanom u Naljčiku se proglasila nezavisnom državom s vlastitim parlamentom i oružanim snagama, odnosno glavnim gradom Suhumije, odnosno državnopravnim nasljednikom Gorske ASR, kratkotrajne kavkaske države osnovane u Ruskom građanskom ratu. Godine 1991. su određeni interes za pristupanje projektu izrazili gruzijski nacionalistički predsjednik Zvijad Gamsahurdia i čečenski separatistički vođa Džohar Dudajev, a što je kasnije prilično zabrinulo rusku vladu na čelu s Borisom Jeljcinom; gruzijska podrška je, međutim, nestala kada je krajem godine u puču Gamsahurdiju smijenio Eduard Ševardnadze. 
Jeljcinova vlada je tijekom sljedeće dvije godine pružala podršku KGNK odnosno koristila njen separatizam i iredentizam (koji se odrazio kroz Prvi južnoosetijski rat) kao sredstvo diplomatskog pritiska na Gruziju. Vrhunac takve politike se zbio godine 1992. kada je u Groznom, glavnom gradu de facto nezavisne Čečenske Republike Ičkerije održan kongres Parlamenta KGNK na kome je odlučeno da se pruži potpora abhaškim separatistima u ratu protiv Gruzije. Parlament je organizirao dobrovoljačke odrede koji su imali oko 1500 ljudi, uglavnom Čečena, a čiji je vođa postao Šamil Basajev. Oni su imali važnu ulogu u ratu koji je sljedeće godine završio abhaškom pobjedom, odnosno de facto secesijom najvećeg dijela Abhazije. 
Organizacija se, međutim, već sljedeće godine raspala kada je izbijanje rata između Čečenije i Rusije dovelo do nepremostivih podjela na prorusku i pročečensku frakciju. Konfederacija je marginalizirana kada su u Kabardino-Balkariji, rodnom kraju vođe KGNK Muse Šanibova, na vlast došli pristaše Jeljcina i Moskve. Šanibov je godine 1996. prisiljen napustiti mjesto vođe KGNK koju je preuzeo Jusup Salambekov. Njegovo ubojstvo u Moskvi 27. srpnja 2000. je dovelo do de facto nestanka organizacije.

## Vanjske poveznice
- Российская Академия Наук. Документы 1990—1991 года: Декларация «О конфедерации союза горских народов Кавказа»
- Договор о Конфедеративном Союзе горских народов Кавказа  Arhivirana inačica izvorne stranice od 25. lipnja 2009. (Wayback Machine)
- Положение о руководящих органах Конфедерации горских народов Кавказа  Arhivirana inačica izvorne stranice od 15. rujna 2008. (Wayback Machine)